# Küchelscheid
Küchelscheid est un hameau situé dans la commune de Butgenbach en communauté germanophone de Belgique. Le hameau se trouve à une centaine de mètres de la frontière allemande et à 1 km du village allemand de Kalterherberg au bord des ruisseaux du Schwarzbach et de la Roer.
Küchelscheid est connu pour ses vieilles fermes ainsi que pour la Croix en Fagne quoique située sur le territoire communal de Waimes.
Transports en commun : la localité est desservie les samedis, dimanches et jours fériés par la ligne de bus 385 au départ de la gare d'Eupen via Montjoie.

## Tourisme
- Küchelscheid est une station sur le Réseau RAVeL, qui relie Aix la Chapelle, via Montjoie (Monschau) et Saint-Vith à Troisvierges au Grand Duché, longueur 130 km.
- Le « Railbike des Hautes Fagnes », une cyclo-draisine  ou velorail touristique      reliant Küchelscheid à Sourbrodt.